# Pericnemis
Pericnemis là một chi chuồn chuồn kim trong họ Coenagrionidae.

## Các loài
Pericnemis gồm 2 loài:
- Pericnemis stictica Hagen in Selys, 1863
- Pericnemis triangularis Laidlaw, 1931